# SuperDraco (ракетный двигатель)
SuperDraco — жидкостный ракетный двигатель, разработанный американской аэрокосмической компанией SpaceX для космического корабля Dragon 2.
Восемь двигателей SuperDraco, установленных на корабле Dragon 2, используются в качестве системы аварийного спасения[уточнить].

## История создания
Разработка двигателя была завершена в 2012 году, испытание первого прототипа проводилось в рамках создания системы аварийного спасения для пилотируемого корабля Dragon 2 по программе NASA Commercial Crew Development 2 (CCDev2).
В мае 2014 года были проведены квалификационные испытания образца двигателя, выполненного способом 3D-печати.
В январе 2015 года компанией SpaceX было продемонстрировано испытание полнофункционального двигательного отсека с двумя двигателями SuperDraco.
6 мая 2015 года одновременная работа восьми двигателей SuperDraco была продемонстрирована во время успешных испытаний системы аварийного спасения на испытательном образце пилотируемого корабля Dragon 2 (Pad Abort Test).

## Конструкция и характеристики
Камера сгорания двигателя изготовлена способом 3D-печати из сверхпрочного сплава Инконель на собственном оборудовании компании SpaceX. Этот способ позволяет радикально уменьшить длительность производственного цикла при создании двигателя и снизить его стоимость и вес по сравнению с более обычными способами отливки деталей. В двигателе применяется регенеративное охлаждение камеры сгорания и сопла за счёт циркуляции топлива в сложной системе каналов, отпечатанных непосредственно в стенках камеры.
В качестве компонентов топлива двигатель использует самовоспламеняющуюся смесь монометилгидразина (горючее) и тетраоксида диазота (окислитель), что позволяет перезапускать его многократно, спустя многие месяцы после заправки и запуска корабля. Двигатель способен развивать тягу до 73 кН с удельным импульсом 235 с. В установленных на корабле Dragon 2 двигателях максимальная тяга будет ограничена до 68 кН для повышения устойчивости их работы. Двигатель может менять уровень тяги в широком диапазоне, со 100 % до 20 %, и набирает полную тягу уже через 100 миллисекунд после зажигания.

Двигатели устанавливаются попарно в 4 двигательных отсеках на внешней стенке герметичной капсулы корабля Dragon 2. Каждый двигатель находится в стальном кожухе с целью защитить соседний двигатель и капсулу в случае аварийной ситуации с разрушением двигателя. Это позволяет системе аварийного спасения корабля сохранять работоспособность при отказе одного из восьми двигателей.

## Фотогалерея

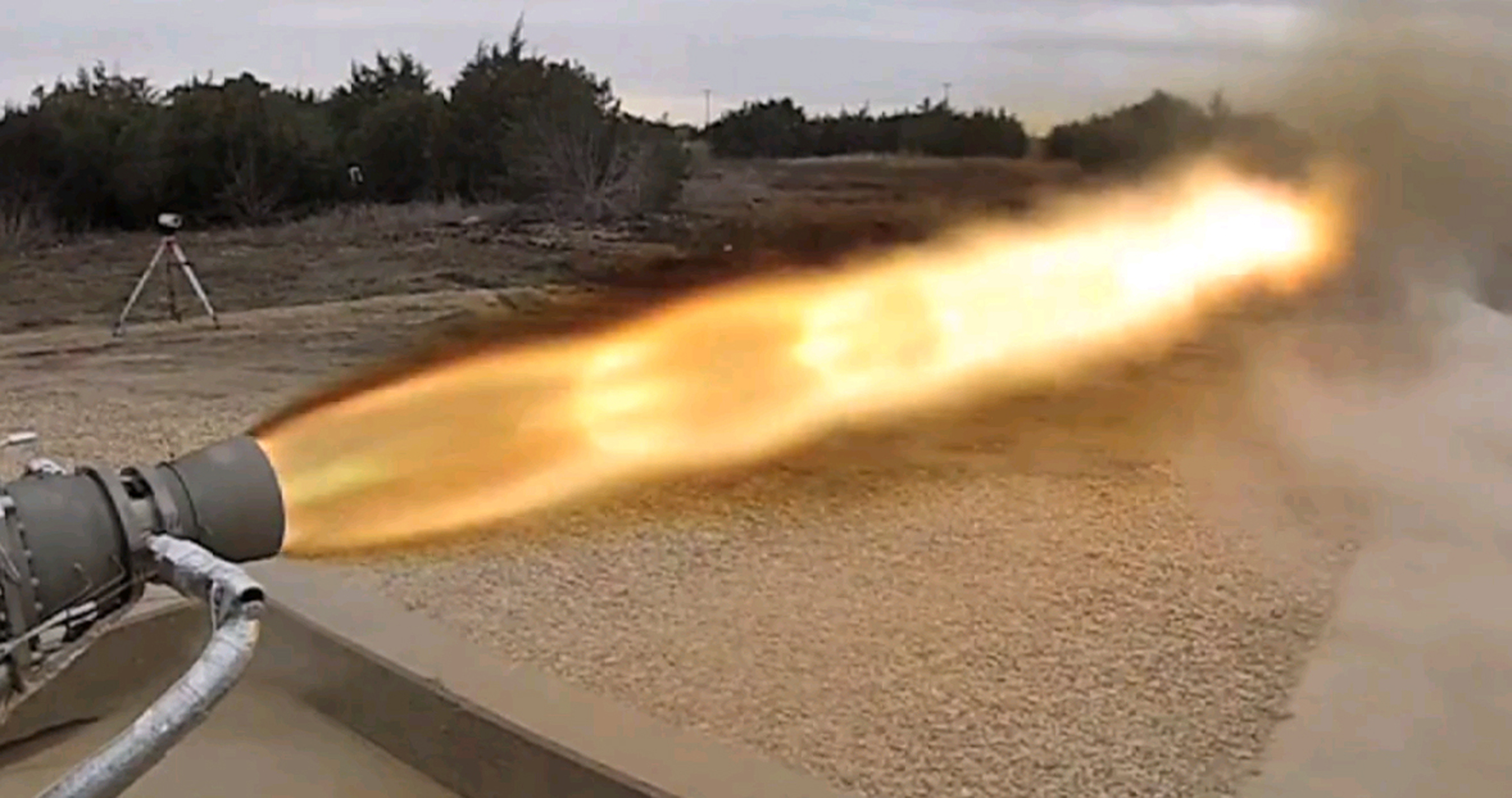
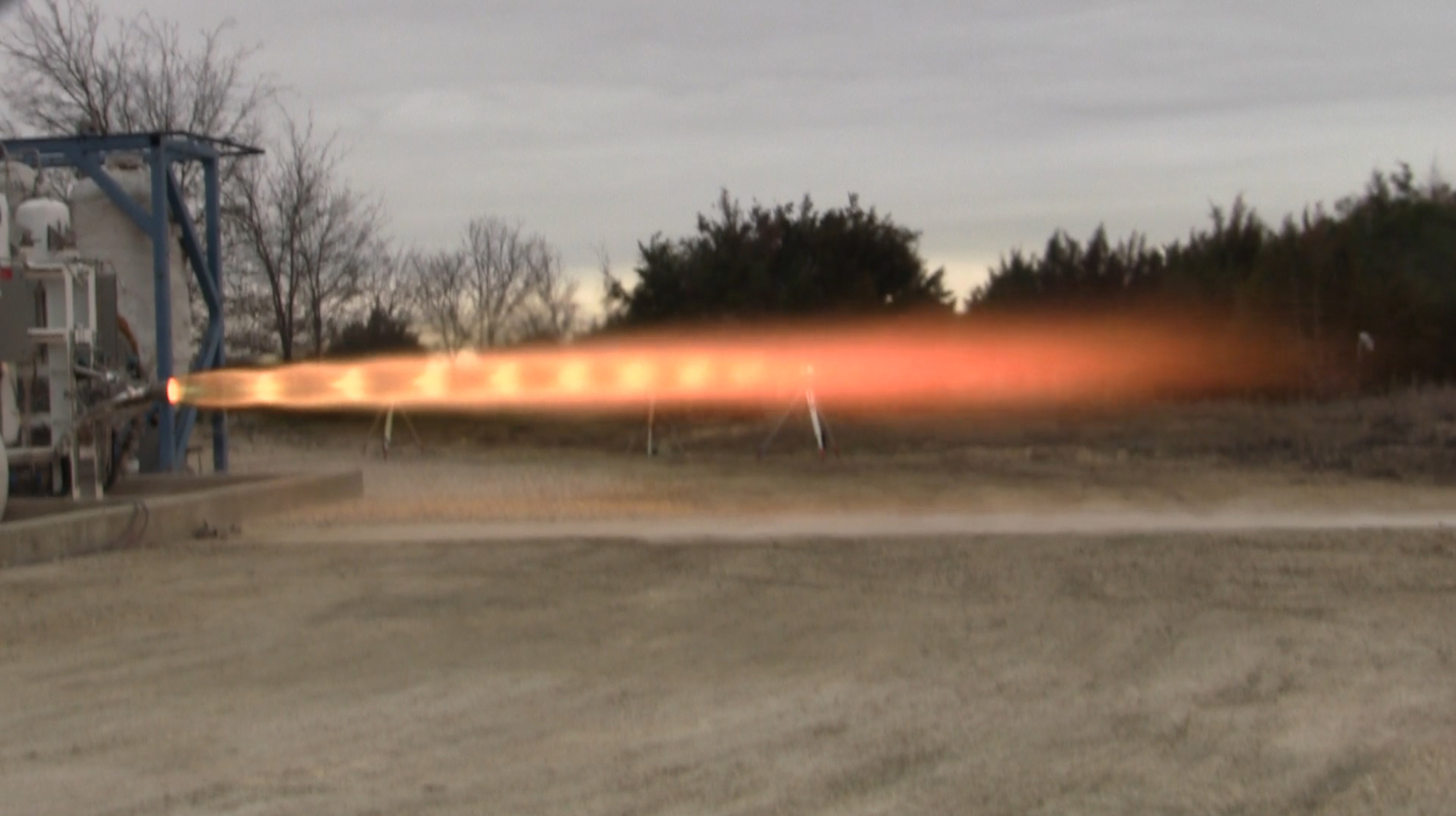
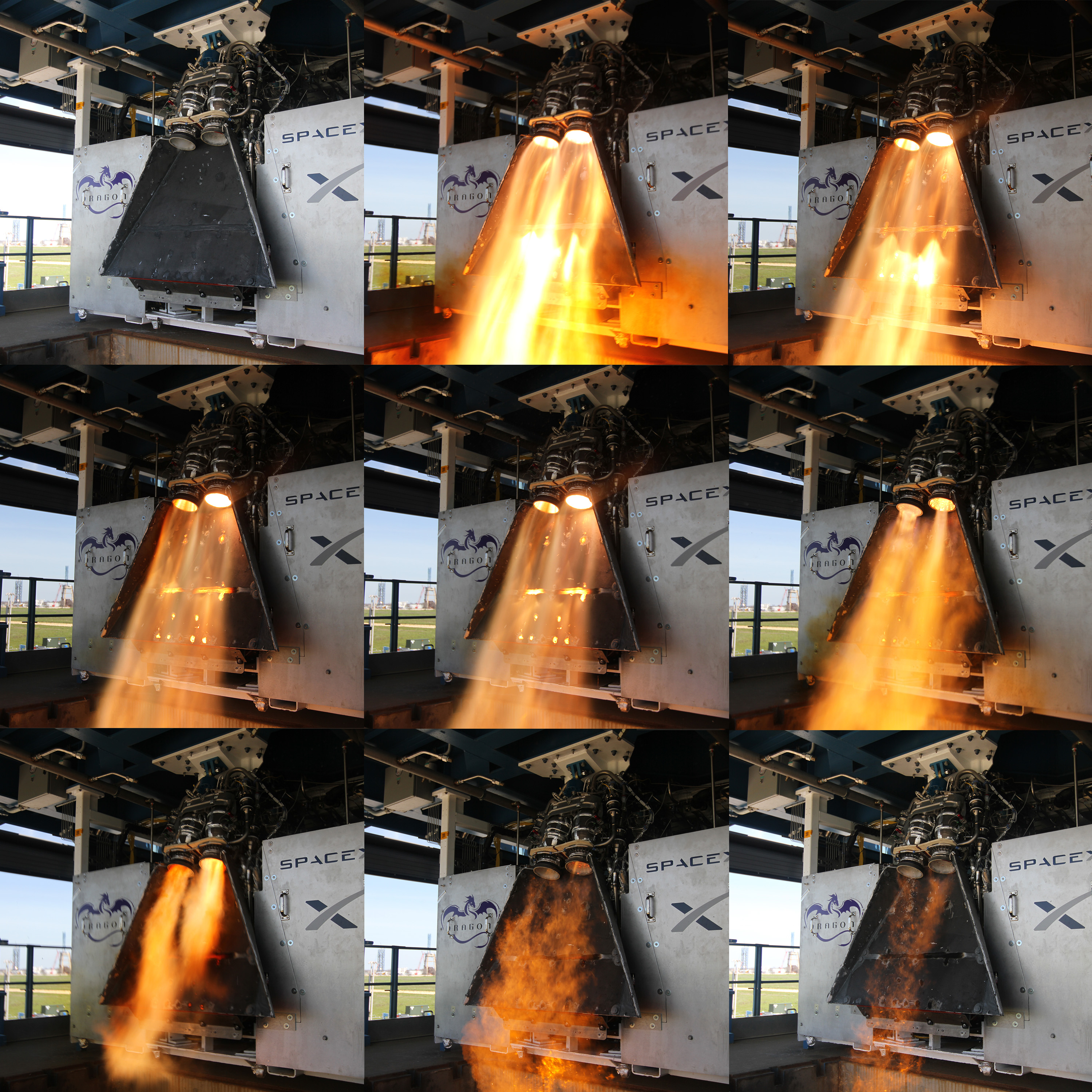